# Patrice de Villemandy
Patrice de Villemandy, fils de Martial de Villemandy, est un cinéaste, réalisateur, cadreur et monteur français pour la télévision et le cinéma. 
Plusieurs de ses films ont été primés[réf. nécessaire]. Il a commencé comme reporter de guerre avant de se tourner vers la réalisation de documentaires pour TF1, France 2, France 3, Canal+, la 5, Arte, Equidia ou Alegria. Il a collaboré aux magazines : 52 à la une, Montagne, Nomade, Thalassa, Ushuaïa, Top défense.
En 2008, il réalise avec Marc Large et Peio Serbielle le film "Xan naiz ni, Voyage en Terres Sauvages" consacré aux paysages et animaux sauvages des Pyrénées.